# Haravu, Pandavapura
Haravu là một làng thuộc tehsil Pandavapura, huyện Mandya, bang Karnataka, Ấn Độ.